# Данкелд
Данке́лд (англ. Dunkeld, гэльск. Dùn Chailleann, скотс Dunkell) — небольшой город в округе Перт-энд-Кинросс, в центральной части Шотландии. Расположен в 24 км к северу от Перта, на правом берегу реки Тей.

## Этимология
Название города переводится с гэльского языка как — Крепость Каледонии.

## Достопримечательности
- Данкелдский собор
- Замок Блэр